# 古氏副矛䱛
古氏副矛䱛為輻鰭魚綱鱸形目鱸亞目石首魚科的其中一種，分布東太平洋區，從墨西哥至秘魯海域，本魚體細長而側扁，背部略為拱起，吻突出，口小，下位，體長可達35公分，棲息在沿岸沙底質海域、河口及海灣，屬肉食性，以蠕蟲及其他底棲性無脊椎動物等為食，可做為食用魚。